# Palaeothespis leigongshanensis
Palaeothespis leigongshanensis är en bönsyrseart som beskrevs av Ge och Chen 2008. Palaeothespis leigongshanensis ingår i släktet Palaeothespis och familjen Thespidae. Inga underarter finns listade i Catalogue of Life.